# Aciphylla dieffenbachii
Aciphylla dieffenbachii är en växtart i släktet Aciphylla och familjen flockblommiga växter. Den beskrevs först av Ferdinand von Mueller som Gingidium dieffenbachii, och fick sitt nu gällande namn av Thomas Kirk 1899.
Arten är en perenn som är endemisk på Chathamöarna öster om Nya Zeeland.